# Days Before Rodeo
Days Before Rodeo é a segunda mixtape do rapper americano Travis Scott . A mixtape foi lançada gratuitamente em 18 de agosto de 2014, pela Grand Hustle . A mixtape conta com participações especiais de Young Thug, Big Sean, The 1975, Rich Homie Quan, Migos, TI e Peewee Longway. Tambem contém produção de Metro Boomin, DJ Dahi, Southside, Wondagurl e entre outros.

## Fundo e promoção
Em agosto de 2014, Scott anuncia em sua conta no Twitter que lançaria 10 músicas em um mês. No mesmo dia, ele também tuitou o título deste projeto, Days Before Rodeo, antes de comercializar a contagem regressiva todos os dias até parar em 10 daquele mes. Em 17 de agosto, Scott lançou a lista de faixas e a capa deste projeto.
A primeira música lançada da mixtape foi "Don't Play", com participação do rapper americano Big Sean e da banda pop inglesa The 1975 . A música foi produzida pelo próprio Scott,  Vinylz e Allen Ritter. Justin Davis do Complex comentou que Scott e Sean "têm uma ótima química ao longo da faixa", enquanto continuam sua "sequência de músicas juntos". O vídeo com tema ocidental de "Don't Play" foi lançado em 18 de agosto.
Embora Days Before Rodeo fosse um prelúdio para seu primeiro álbum Rodeo, Scott twittou que o projeto não deveria ser considerado como uma mixtape, mas sim como um álbum de estúdio de estreia.

## Lançamento
Days Before Rodeo foi lançado em 18 de agosto de 2014. Scott chamou-o de "álbum grátis" no Twitter no dia seguinte. Eric Diep do XXL comentou que o álbum "mostra o estilo de produção eclético do rapper de Houston, bem como seus raps arrogantes que são semelhantes aos de seus mentores Kanye West e T.I.", enquanto o chama de "um ótimo material novo que estávamos perdendo dele. desde sua excelente estreia, Owl Pharaoh." Days Before Rodeo é uma prequela do álbum de estreia de Scott na Grand Hustle e Epic, Rodeo, que foi lançado em 4 de setembro de 2015.

## Singles
Em 11 de julho de 2014, Scott lançou o primeiro single da mixtape, "Don't Play", com a banda The 1975 e o rapper Big Sean .
Em 2 de dezembro de 2014, Scott lançou o segundo single, intitulado "Mamacita", com Rich Homie Quan e Young Thug .

## Recepção critica
| Críticas profissionais | Críticas profissionais |
| Avaliações da crítica  | Avaliações da crítica  |
| Fonte                  | Avaliação              |
| ---------------------- | ---------------------- |
| HotNewHipHop           | 96%                    |
| Thefourohfive          | [ 11 ]                 |
| The Early Registration | [ 12 ]                 |

A Mixtape foi recebida com ampla aclamação da critica e dos fãs. Tem uma avaliação de usuário de 96% no HotNewHipHop. Jacob Roy do Thefourohfive resume a resposta crítica para este álbum: "Embora alguns possam sentir que ele opta pelo estilo em vez da substância, todas as linhas de base distorcidas e improvisações 'diretas' desempenham um propósito e um papel. Days Before Rodeo prova que Travis faz tudo por uma razão. Ao ouvir o álbum, cada música desempenha um papel e, como um todo, é uma experiência incrivelmente envolvente. Embora sua habilidade lírica possa ser questionada, isso realmente não passa pela sua cabeça quando você está maravilhado com a peça. que ele pintou para você. Ele tem uma declaração de missão e vai cumpri-la. 'Nós entenderemos se eles não o fizerem, não queremos mais essas besteiras.' Não seria exagero dizer que Travis Scott poderia estar na vanguarda de uma nova geração do hip-hop que está de olho no panorama geral.”

## Lista de músicas
| N.º            | Título                                                | Producer(s)                                  | Duração |  |
| 1.             | "Days Before Rodeo: The Prayer"                       | WondaGurl                                    | 3:22    |  |
| 2.             | "Mamacita" (featuring Rich Homie Quan and Young Thug) | Metro Boomin DJ Dahi Travis Scott            | 4:35    |  |
| 3.             | "Quintana Pt. 2"                                      | Southside Dean AudioKlique Lil' C            | 4:59    |  |
| 4.             | "Drugs You Should Try It"                             | FKi Charlie Handsome                         | 3:29    |  |
| 5.             | "Don't Play" (featuring Big Sean and The 1975)        | Vinylz Travis Scott Ritter [a] Kilhoffer [a] | 4:46    |  |
| 6.             | "Skyfall" (featuring Young Thug)                      | Metro Boomin Travis Scott                    | 5:19    |  |
| 7.             | "Zombies"                                             | Lex Luger                                    | 4:20    |  |
| 8.             | "Sloppy Toppy" (featuring Migos and Peewee Longway)   | FKi                                          | 4:34    |  |
| 9.             | "Basement Freestyle"                                  | Lex Luger Metro Boomin                       | 4:08    |  |
| 10.            | "Backyard"                                            | Syk Sense OZ                                 | 4:31    |  |
| 11.            | "Grey"                                                | J. Hill Tane Runo                            | 3:48    |  |
| 12.            | "BACC" (bonus track)                                  | Metro Boomin                                 | 2:13    |  |
| Duração total: | Duração total:                                        | Duração total:                               | 50:02   |  |

Notas
- ↑[a]  significa um co-produtor.
- "Quintana Pt. 2" Contem vocais não creditados de T.I.
- "Grey" contem vocais de fundo de James Fauntleroy.

Créditos de amostra
- "Days Before Rodeo: The Prayer" contém uma amostra da composição original de Philip Glass "Music Box (Opening Theme)".
- "Don't Play" contém uma interpolação de "M.O.N.E.Y.", escrita e interpretada por The 1975 .
- "Mamacita" contém uma amostra de " (If Loving You Is Wrong) I Don't Want to Be Right ", escrita e interpretada por Bobby "Blue" Bland .
- "Sloppy Toppy" contém uma amostra de "Spend the Night With Me", escrita e interpretada por Edna Wright.
- "Backyard" contém uma amostra de " Distant Lover (Live at Oakland Coliseum, CA, 1974) ", escrita e interpretada por Marvin Gaye .